# The Pretty Reckless
The Pretty Reckless est un groupe de rock alternatif américain, originaire de New York. Formé en 2009 par Taylor Momsen, il est composé de Ben Phillips à la guitare (et chœurs), Mark Damon à la basse, Jamie Perkins à la batterie ainsi que Taylor Momsen au chant (et à la guitare). En date, le groupe compte quatre albums : Light Me Up en 2010, Going to Hell en 2014, Who you Selling For en 2016 et Death by Rock and Roll en 2021.
Leur musique est fortement influencée par le rock classique, notamment le hard rock et le blues rock. Ils ont marqué l'histoire américaine de la musique en devenant le premier groupe mené par une femme à atteindre les premières places du Billboard avec deux chansons, Heavens Knows et Messed Up World.
Le groupe entreprend en 2010 la tournée mondiale du premier album (Light Me Up Tour), qui se conclut en mars 2012. Quatre jours après la fin de cette première tournée, ils ont commencé le My Medicine Tour, où ils ont joué en première partie de Marilyn Manson et Evanescence. En 2014, le groupe fait la première partie de Soundgarden. En 2015, ils ouvrent les concerts de Nickelback sur la première étape nord-américaine du No Fixed Address Tour. Après la tournée avec Nickelback, ils se joignent au Carnival of Madness Tour 2015 en compagnie de Halestorm. En 2017, après une tournée faisant la promotion de leur nouvel album, le groupe réalise plusieurs dates avec, une nouvelle fois, Soundgarden, puis entreprennent durant l'été la tournée des festivals.

## Biographie

### Formation et débuts (2009–2010)

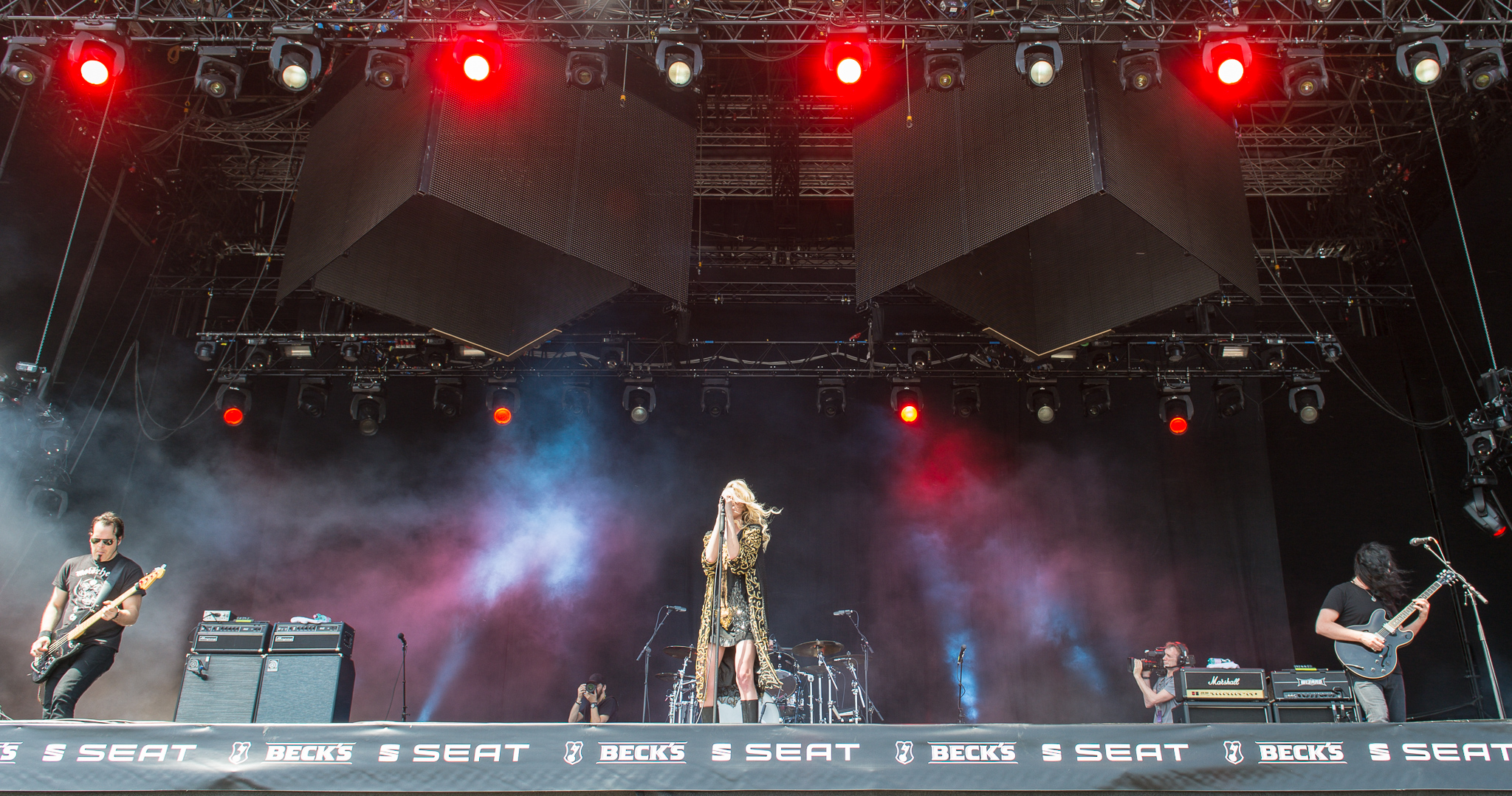
The Pretty Reckless en concert.

The Pretty Reckless est formé en 2009 par Taylor Momsen lorsqu’elle avait tout juste 15 ans. Elle avait travaillé avec divers producteurs deux ans plus tôt avant de rencontrer Kato Khandwala. Le groupe fait la première partie du groupe The Veronicas en mai 2009, et Taylor y chante des chansons qu'elle avait écrites longtemps auparavant afin d'acquérir une expérience de la scène. Hormis Zombie (apparue dans l’EP du groupe sorti le 13 mai 2010), la majorité de ces chansons ne sont dévoilées qu'en tant que démos. À l’origine, le groupe devait s’appeler The Reckless mais le nom étant déjà pris, il a dû opter pour The Pretty Reckless.
Le groupe joue son premier concert le 5 mai 2009 à New York. Après sept concerts, les membres du groupe changent pour une première fois, et Taylor Momsen est rejointe par John Secolo (guitare), Matt Chiarelli (basse) et Nick Carbone (batterie), et aidée par Rick Rocker. Leur premier concert eut lieu le 3 juin 2009. Ils enregistrent quelques démos début 2009 (Where Did Jesus Go, Heart, Panic ou encore Void N Null).
En 2010, Secolo, Chiarelli et Carbone quittent le groupe, n'étant que des amis venus aider Taylor provisoirement : elle avait le nom du groupe, les chansons, sa place mais pas de musiciens. De plus, elle souhaitait changer le son du groupe, le rendre plus lourd. Taylor ayant rapidement évolué dans l’écriture, les chansons démos ne lui plaisaient plus et n’ont donc pas été gardées pour le premier album. Un an plus tôt, grâce à son producteur Kato, Taylor fait la rencontre du guitariste Ben Phillips avec qui elle co-écrit le titre Zombie. Celui-ci lui présente ensuite Mark Damon (bassiste) et Jamie Perkins (batteur) avec qui il formait le groupe Famous et Taylor leur a simplement demandé de se joindre à elle.
Pendant tout l'été 2010, ils sont en tête d'affiche du Vans Warped Tour qui fait le tour de plusieurs villes américaines. Pour pouvoir être présente lors de cette tournée, Taylor Momsen doit momentanément mettre son rôle dans Gossip Girl entre parenthèses. Par la suite, elle a décidé d’abandonner définitivement sa carrière d’actrice afin de se consacrer à ce qu’elle a toujours voulu faire, de la musique. Elle a ensuite précisé maintes et maintes fois qu’elle ne jouerait plus jamais car pour elle, il s’agissait simplement d’un emploi qu’elle a connu dès son plus jeune âge.

### Light Me Up(2010–2012)

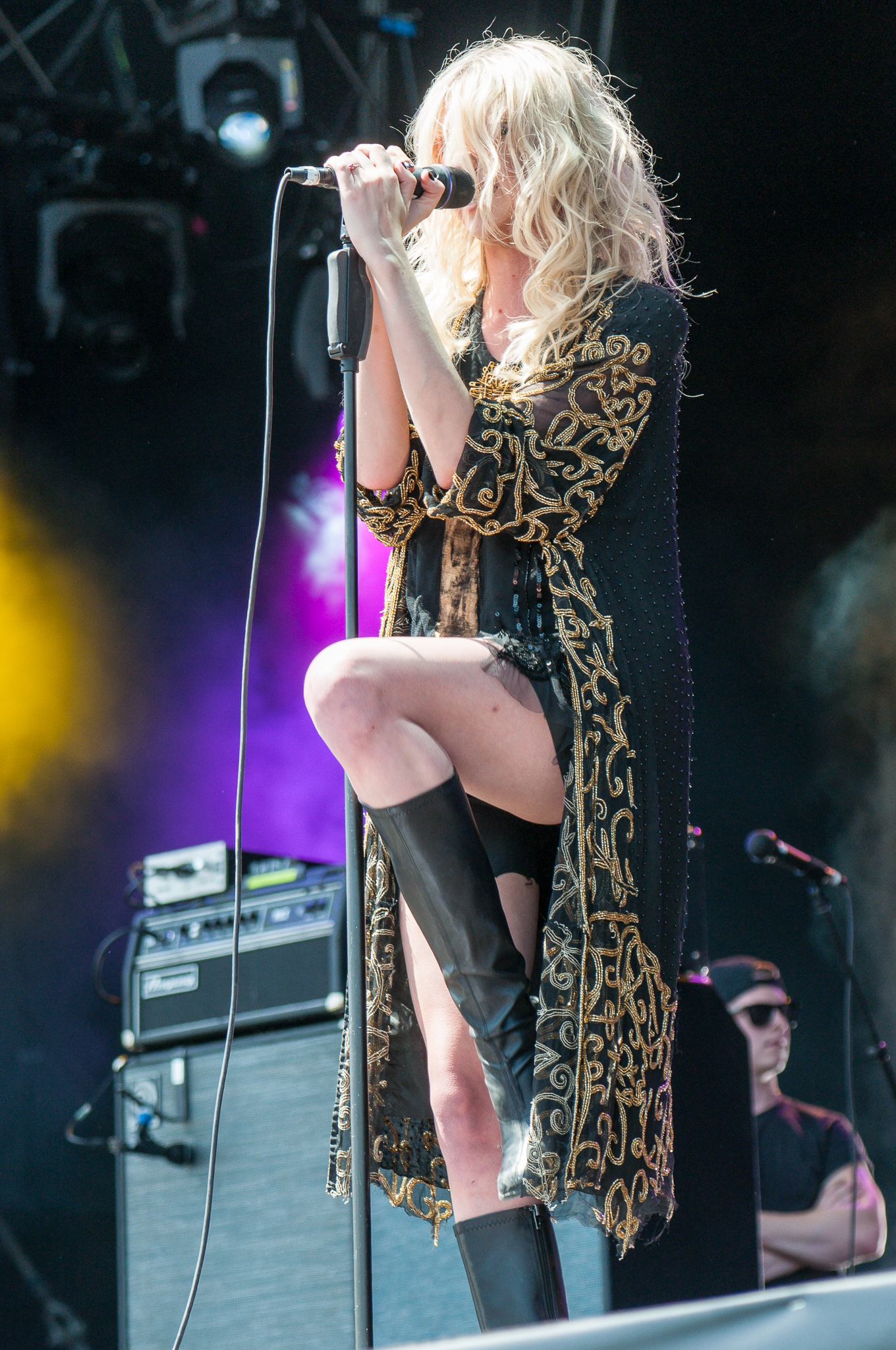
Taylor Momsen en concert.

L'album Light Me Up, qui commence à être enregistré en août 2009, est publié aux États-Unis en août 2010, et se classe rapidement en tête des charts britanniques ; il a également du succès dans le reste du monde, notamment en France, aux États-Unis, et même au Japon. Le groupe se produit en France pour la première fois en soirée le 13 septembre 2010 dans les rues de Paris devant le restaurant Lapérouse sur un camion, gratuitement, à l'occasion de la fête organisée par John Galliano pour le lancement d’un parfum, dont l’égérie n’est autre que la chanteuse du groupe. Ils enchaînent les concerts (le 9 décembre 2010 à La Maroquinerie de Paris, le 23 mars 2011 au Splendid de Lille, le 25 mars au VIP Room de Paris, et le 8 juin 2011 au Trianon de Paris) afin de promouvoir leur album dans le monde et celui-ci est publié en France le 6 décembre 2010.

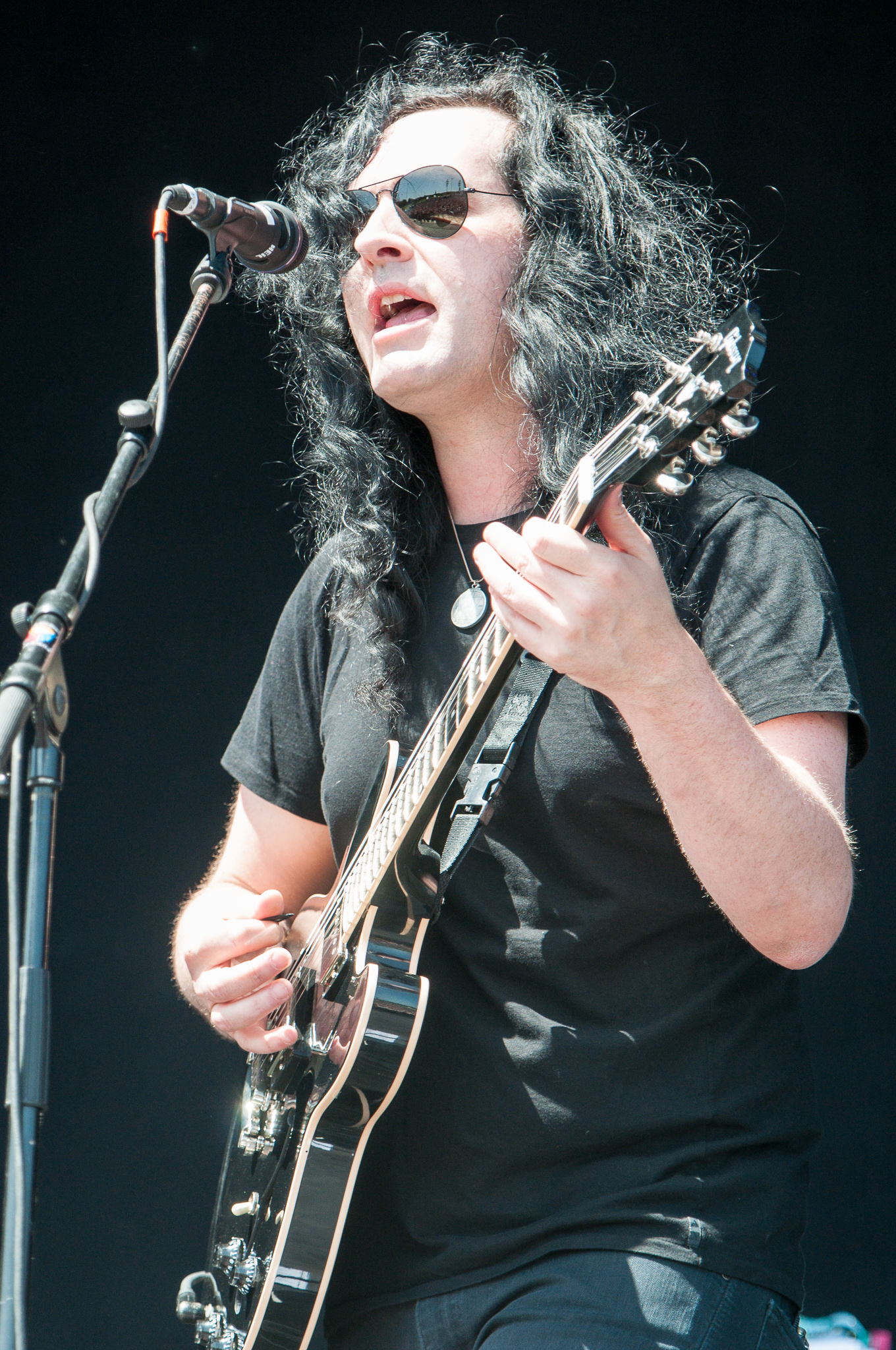
Ben Phillips en concert, en 2014.

En juillet 2010, Miss Nothing, leur deuxième single, est dévoilé.
En 2011, ils participent à de nombreux festivals de rock comme le Main Square Festival à Arras, Rock am Ring en Allemagne ou encore Rock Werchter en Belgique. Ensuite, le groupe fait une tournée à travers toute l'Europe (Europe Summer Tour) et dans tous les États-Unis, passant en France par Lille (le 14 novembre 2011 au Splendid) et par Strasbourg (le 15 novembre 2011 à La Laiterie). Ils font la première partie d'Evanescence au Royaume-Uni, et en Allemagne en novembre 2011, et ouvrent à plusieurs reprises des concerts des Guns N' Roses lors de leur tournée aux États-Unis fin 2011.
Le 16 février 2012 sort le clip de la chanson You, qui figure dans un cadre plus simpliste et léger. Le 9 mars 2012 est sorti le clip de My Medicine dans lequel Jenna Haze, ancienne actrice de films pour adultes et bonne amie de Taylor, fait son apparition torse nu. En février 2012, le groupe repart en tournée en Australie à l'occasion du Soundwave Festival et aux États-Unis pour leur nouvelle tournée appelée The Medicine Tour durant le printemps, toujours dans le but de promouvoir leur premier album Light Me Up. Pendant le concert du 14 mars, John Dolmayan, le batteur de System of a Down, les rejoint sur scène pour une reprise du titre Aerials. Ils font également la première partie de Marilyn Manson pour sa tournée Hey, Cruel World Tour... aux États-Unis au printemps.

### Hit Me Like a Man,Only YouetKill Me(2012)
Le 6 mars 2012, le groupe publie son deuxième EP, Hit Me Like a Man, incluant trois nouveaux titres intitulés Hit Me Like a Man, Under The Water et Cold Blooded. Ce dernier est un duo entre Taylor et Ben, le guitariste. Une version live de Since You're Gone et de Make Me Wanna Die figurent aussi sur cet EP.
Le 11 décembre 2012 sort le single Kill Me. Une vidéo lyrique est réalisée et sortie le 2 janvier 2013. Elle est diffusée à la fin de l'épisode 10 de la saison 6 de Gossip Girl, où Taylor Momsen apparaît exceptionnellement.

### Going to Hell(2013–2014)

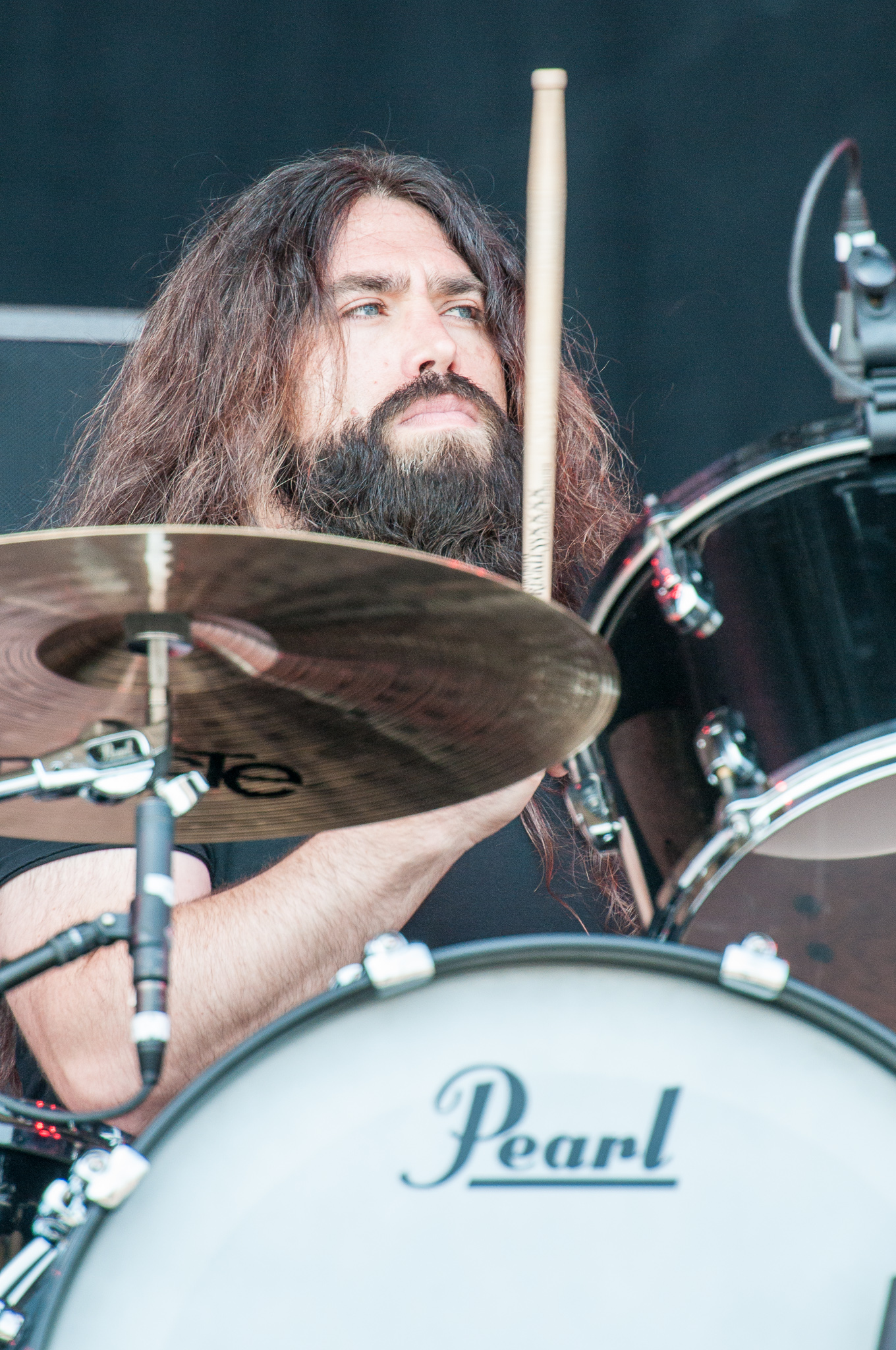
Jamie Perkins en 2014.

Après la tournée The Medicine Tour, le groupe se consacre à la préparation du second album Going to Hell, dont la sortie était d’abord prévue pour 2013 mais qui est repoussée à la suite de la dévastation de leur studio Water Music, à Hoboken, dans le New Jersey, par l’ouragan Sandy en octobre 2012. Le titre de l’album fait référence à la tragédie. Au cours de l'année 2013, le groupe change de maison de disque et signe chez Razor & Tie. Afin de faire patienter les fans, le groupe a dévoilé un teaser de l'album le 30 mai 2013 ainsi que quelques chansons telles que Follow Me Down le 17 juin 2013 et Burn le 1er juillet 2013.
Le 20 septembre 2013, le groupe entame la tournée Going to Hell Tour aux États-Unis, et y joue quelques chansons de l’album avant sa sortie. Le titre Going to Hell, premier single de l’album éponyme, est publié le 24 septembre 2013. Le clip est publié le 15 octobre 2013. Celui-ci contient des scènes plutôt sombres sur le thème des péchés avec beaucoup de métaphores. On y découvre Taylor en Ève possédée, allongée sur des corps nus ou assassinant un prêtre. Le 19 novembre 2013, le second single intitulé Heaven Knows est sorti aux États-Unis (en janvier 2014 pour le reste du monde). Le clip est publié le 13 février 2014, et est co-dirigé par Taylor qui arbore le logo de l’album peint sur son corps. L’album Going to Hell est publié le 17 mars 2014 (il atterrit cinquième du Billboard 200, avec plus de 35 000 exemplaires vendus la première semaine de vente). De février à mars, le groupe fait la première partie de Fall Out Boy en Europe, et participe à des festivals les mois suivants. Le 22 avril 2014, c'est le single Messed Up World version censurée de Fucked Up World qui est sorti. Le clip, tourné à Miami, est sorti le 17 juin 2014. Jenna Haze y apparaît de nouveau et on note également la présence d’Alie Jo Kvitek, l’assistante de Taylor.
The Pretty Reckless marque l'histoire américaine de la musique en devenant le premier groupe mené par une femme à atteindre les premières places du classement musical rock avec deux chansons. Messed Up World atteint la première place le jeudi 4 septembre presque 6 mois après Heaven Knows. De septembre à novembre, le groupe est de retour aux États-Unis ainsi qu’au Canada et au Royaume-Uni toujours avec leur tournée Going to Hell Tour mais jouent cette fois tout l’album.

### Tournée (2015) etWho You Selling for(2016-2018)

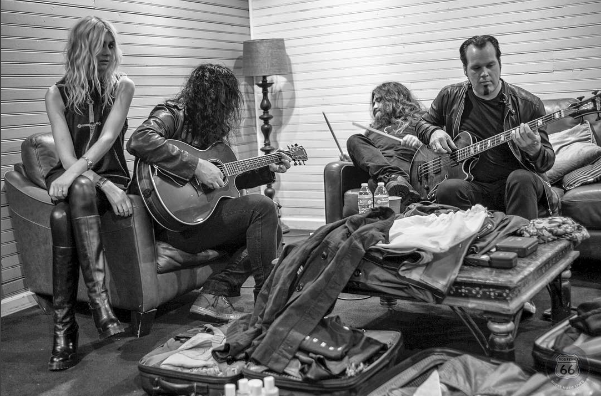
The Pretty Reckless en backstage, 2017.

Who You Selling for, le troisième album du groupe, bien qu'à l'origine prévu pour l'été 2016 est sorti le 21 octobre 2016. Toutes les chansons sont signées par Taylor Momsen et Ben Phillips. Le groupe commence à enregistrer le 2 novembre 2015. Jamie Perkins et Mark Damon sont arrivés le 10 novembre pour commencer les enregistrements, le batteur ayant joué une partie des chansons le bras cassé. L'enregistrement commence au Water Music Studio, mais continue, à partir d'avril 2016, au Sphere Studio à Los Angeles. L'album est décrit par le groupe comme « organique » et très « diversifié ». Les chansons sont de styles très divers, marquant une réelle évolution du groupe,. L'écriture est largement influencée par la dépression qu'a faite Taylor Momsen.
Le premier single, Take Me Down, inspirée de la légende du bluesman Robert Johnson est sorti le 15 juillet 2016. Le groupe commence sa tournée pour le nouvel album le 20 octobre 2016 à Tulsa, Oklahoma, et l'achève le 6 décembre à Los Angeles.
Take Me Down devient leur quatrième single N°1 dans les charts rock, après Follow Me Down, Heavens Knows et Messed Up World, devenant un des sept groupes actuels de rock ayant atteint quatre fois le haut des charts. 

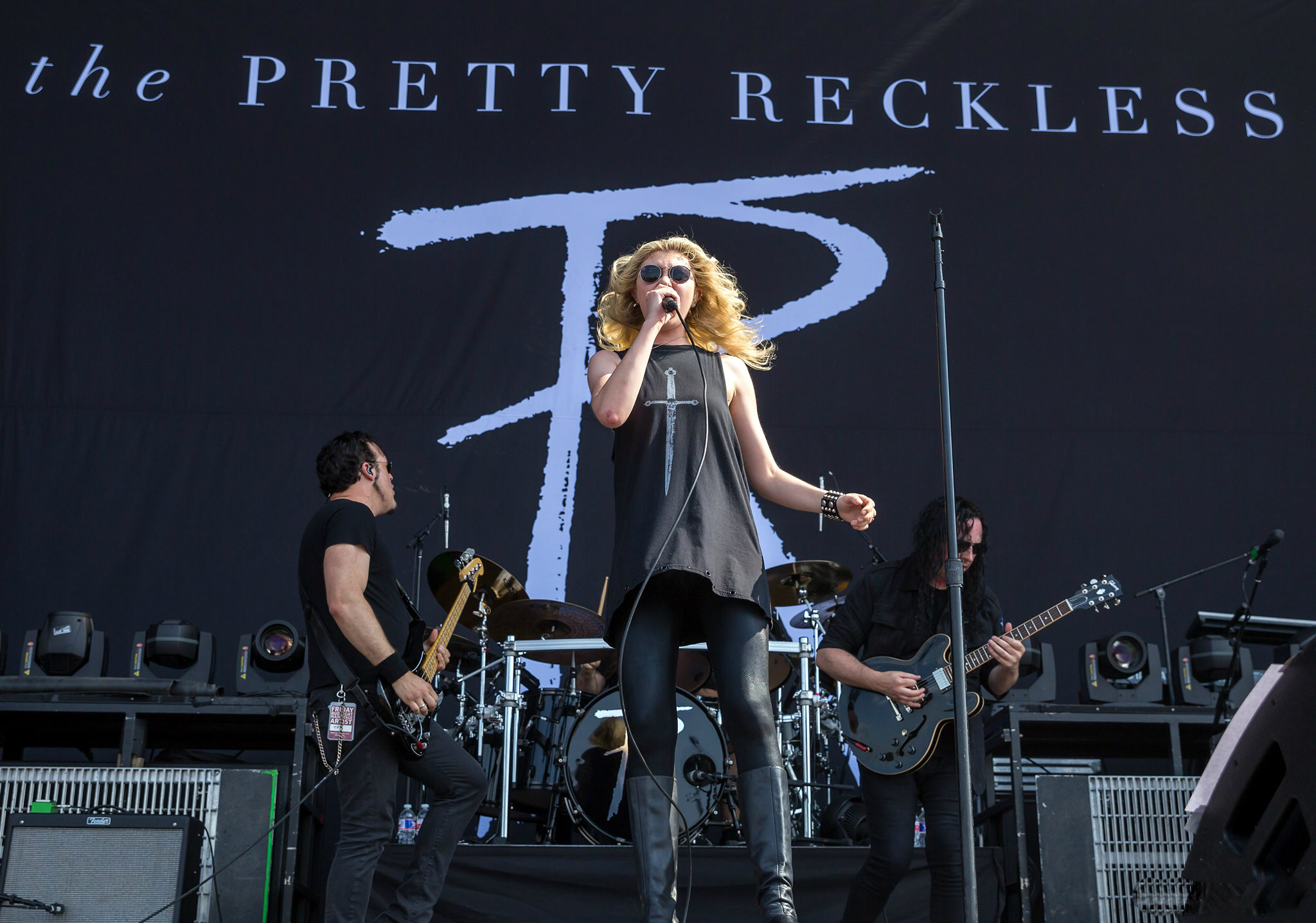
The Pretty Reckless en juin 2017, au Rockfest.

Le 26 janvier 2017, The Pretty Reckless est le premier groupe américain à jouer au Bataclan depuis les attentats lors du concert de The Eagles of Death Metal.
Le 17 mai 2017, The Pretty Reckless fait la première partie de Soundgarden au Fox Theater de Détroit (Michigan), dernier concert du chanteur Chris Cornell, idole de Taylor Momsen, avant qu'il ne se suicide par pendaison dans la nuit. À la suite de cet événement, le groupe annule son concert prévu le lendemain au Starland Ballroom (New Jersey). L'ensemble du groupe reste longtemps silencieux, pour finalement poster sur Twitter : « Nos plus profondes sympathies à la famille [de Chris Cornell] et aux nouveaux amis que nous avons eu le privilège de rejoindre pour un moment bien trop bref. Nos cœurs sont avec vous. » Le 20 mai, le groupe réalise son premier concert après la tragédie à Camden, New Jersey, au festival MMR-B-Q organisé par la radio WMMR au BB&T Pavilion. The Pretty Reckless rend hommage à Cornell en reprenant Like a Stone d'Audioslave, avec seulement sur scène Ben Phillips à la guitare acoustique et Taylor Momsen au chant, en pleurs durant toute sa prestation,.
Le 17 juillet 2017, à Cleveland, en Ohio, le groupe est nommé dans deux catégories aux Alternative Press Music Awards. The Pretty Reckless remporte finalement le titre de « meilleur groupe hard rock », devant des groupes tels que Halestorm ou Korn.

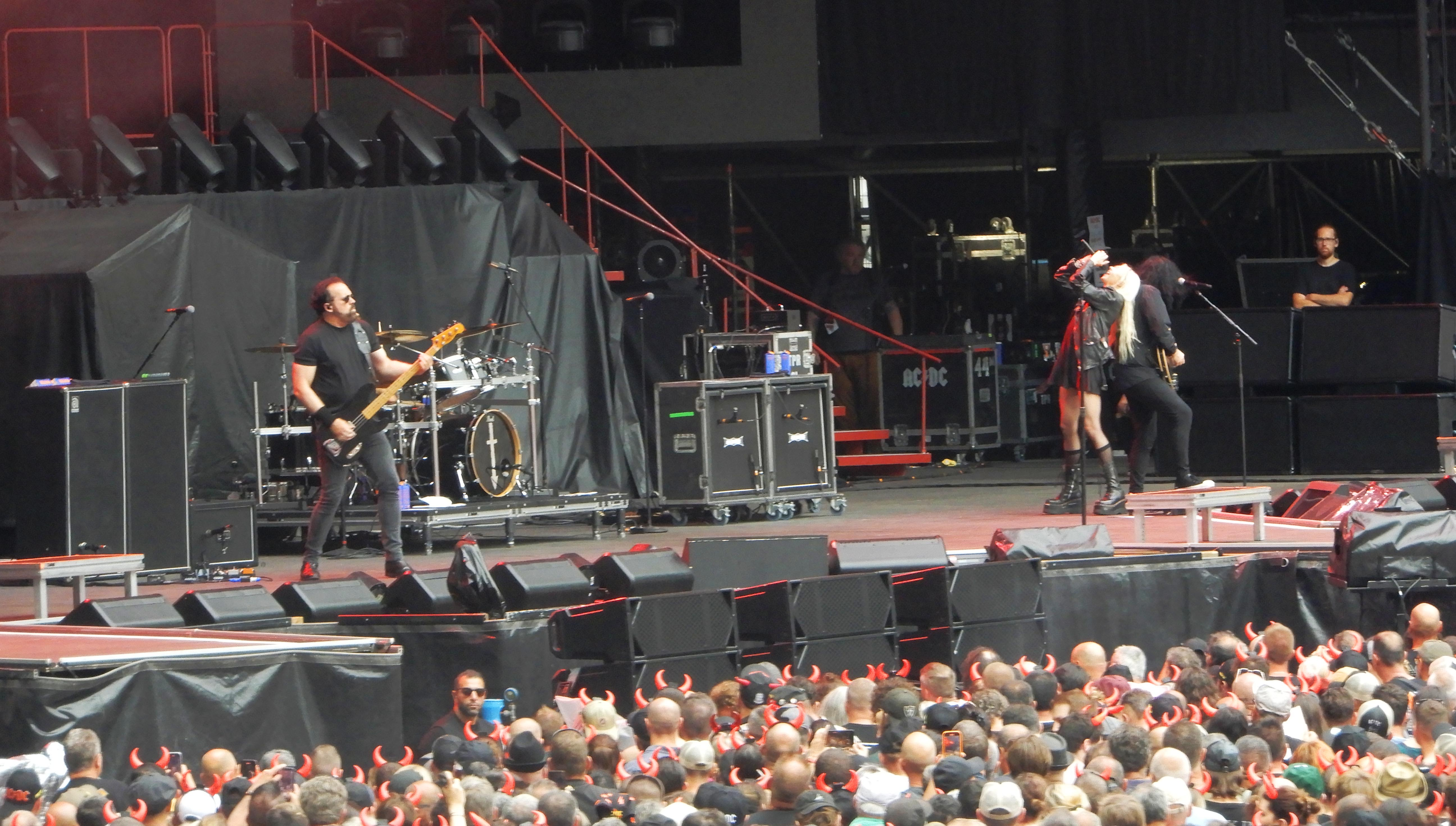
The Pretty Reckless au Stade de France en première partie d'AC/DC le 13 août 2025.

Le 5 avril 2018, Heaven Knows, single issu de l'album Going to Hell, est certifié or aux États-Unis, devenant la première chanson du groupe à recevoir une telle certification. De même, l'album Light Me Up avait été certifié or en Grand-Bretagne le 12 janvier 2018.
Mais le 25 avril 2018, le producteur du groupe, Kato Khandwala, 47 ans, décède de ses blessures à la suite d'un accident de moto. Taylor Momsen écrit alors sur Instagram « Il était notre leader, notre confident, mon meilleur ami, ma famille, mon âme sœur. [...] Je t'aime Kato, tu vas me manquer toutes les minutes, tous les jours, je ne sais pas quoi faire sans toi. » Plus tôt dans l'année, le batteur Jamie Perkins avait dû faire face à la mort de son frère.
Une reprise de la chanson This Land Is Your Land de Woody Guthrie par Taylor Momsen est mise à disposition sur la chaîne youtube du groupe le 4 juillet 2018, pour la fête nationale américaine.

### Death by Rock & Roll (2019)
La chanteuse, seule, participe au concert hommage à Chris Cornell le 16 janvier 2019, où elle chante en compagnie des membres restants du groupe Soundgarden. 
Taylor Momsen annonce via les réseaux sociaux, en février 2019, que le groupe commence tout juste à enregistrer son quatrième album, dont toutes les chansons sont écrites. 

## Membres

### Membres actuels
- Taylor Momsen – chant, paroles, composition, guitare rythmique (depuis 2009)
- Ben Phillips – paroles, composition, guitare, chant (depuis 2010)
- Mark Damon – basse (depuis 2010)
- Jamie Perkins – batterie (depuis 2010)

### Anciens membres
- Nick Carbone – batterie, percussions (2009–2010)
- Matt Chiarelli – basse (2009–2010)
- John Secolo – guitare (2009–2010)

### Membre de session
- Kato Khandwala - basse, percussions, programmation (2009–2010)

## Distinctions
| Année | Cérémonie                      | Catégorie                    | Récompensé          | Résultat |
| ----- | ------------------------------ | ---------------------------- | ------------------- | -------- |
| 2010  | Virgin Media Music Award       | Meilleur Groupe              | The Pretty Reckless | Nommé    |
| 2010  | Virgin Media Music Award       | Meilleurs Débutants          | The Pretty Reckless | Nommé    |
| 2012  | Revolver                       | Chanson de l'année           | Kill Me             | Nommé    |
| 2014  | Kerrang! Awards 2014           | Femme la plus sexy           | Taylor Momsen       | Gagnant  |
| 2014  | RadioContraband Awards 2014    | Nouveaux Artistes de l'année | The Pretty Reckless | Gagnant  |
| 2017  | iHeartRadio Music Awards       | Chanson rock de l'année      | Take Me Down        | Nommé    |
| 2017  | Alternative Press Music Awards | Meilleur artistes de l'année | The Pretty Reckless | Nommé    |
| 2017  | Alternative Press Music Awards | Meilleur groupe Hard rock    | The Pretty Reckless | Gagnant  |

## Discographie

### Albums studio
| Année | Détails | Meilleure position | Meilleure position | Meilleure position | Meilleure position | Meilleure position | Meilleure position | Ventes et certifications                |
| Année | Détails | IRL                | UK                 | AUS                | US                 | FR                 | CAN                | Ventes et certifications                |
| ----- | --- | ------------------ | ------------------ | ------------------ | ------------------ | ------------------ | ------------------ | --------------------------------------- |
| 2010  | Light Me Up - Sortie: 27 août 2010 - Label: Interscope - Formats: CD, téléchargement payant                                      | 1                  | 6                  | 71                 | 65                 | 157                | 57                 | Vente : 200 000 +                       |
| 2014  | Going to Hell - Sortie: 17 mars 2014 - Label: Razor & Tie, Sony Music Entertainment - Formats: CD, téléchargement payant, vinyle | 45                 | 8                  | 20                 | 5                  | 46                 | 5                  | Vente : 300 000 + Disque d'or au Canada |
| 2016  | Who You Selling For - Sortie: 21 octobre 2016 - Label: Razor & Tie - Formats: CD, téléchargement payant, vinyle                  |                    | 23                 | 33                 | 13                 | 90                 | 12                 | Vente :                                 |
| 2021  | Death by Rock and Roll - Sortie: 12 février 2021 - Label: Century Media - Formats: CD, téléchargement payant, vinyle             |                    |                    |                    |                    |                    |                    | Vente :                                 |

### EP
| Année | Albums                                                                                              | Classements           |
| Année | Albums                                                                                              | Billboard Rock Albums |
| ----- | --------------------------------------------------------------------------------------------------- | --------------------- |
| 2010  | The Pretty Reckless - Sortie: 22 juin 2010 - Label: Interscope - Formats: CD, téléchargement payant | —                     |
| 2012  | Hit Me Like a Man - Sortie: 6 mars 2012 - Label: Interscope - Formats: CD, téléchargement payant    | 44                    |

### Compilations
| Année | Détails | Meilleure position | Meilleure position | Meilleure position | Meilleure position | Meilleure position | Meilleure position | Ventes et certifications |
| Année | Détails | IRL                | UK                 | AUS                | US                 | FR                 | CAN                | Ventes et certifications |
| ----- | --- | ------------------ | ------------------ | ------------------ | ------------------ | ------------------ | ------------------ | ------------------------ |
| 2022  | Other Worlds - Sortie: 4 novembre 2022 - Label: Century Media Records - Formats: CD, téléchargement payant |                    |                    |                    |                    |                    |                    | Vente :                  |

## Vie privée
La chanteuse, Taylor Momsen reste particulièrement discrète à propos de sa vie privée. Les uniques informations qui ont été dévoilées sont que la chanteuse est très certainement bisexuelle (insinuation qu'elle a faite lors d'interviews). L'âge des autres membres du groupe reste inconnu de tous, les trois musiciens ne révélant rien sur leurs vies personnelles.